# .uk
.uk — в Інтернеті, національний домен верхнього рівня (ccTLD) для Великої Британії.
Початково виділений згідно з літерним кодом Великої Британії (за ISO-3166-1) домен .gb був унаслідок замінений на .uk.
На третій квартал 2020 року на ньому було зареєстровано 10.8 млн імен. Він є шостим доменом верхнього рівня за кількістю зареєстрованих доменних імен і четвертим серед національних.

## Домени 2-го та 3-го рівнів
У цьому національному домені близько біля 1,780,000,000 [Архівовано 19 квітня 2022 у Wayback Machine.] вебсторінок і зареєстровано понад 10,200,000 [Архівовано 7 липня 2018 у Wayback Machine.] доменних імен (станом на лютий 2016 року).
Використовуються та приймають реєстрації доменів 3-го рівня такі доменні суфікси (відповідно, існують такі домени 2-го рівня):
| Суфікс  | Регламентовані користувачі                                            |
| .ac.uk  | Наукові та дослідницькі установи, коледжі, університети або інститути |
| .co.uk  | Комерційні установи, корпорації                                       |
| .gov.uk | Державні та урядові установи                                          |
| .net.uk | Провайдери, організації, пов'язані з мережами                         |
| .org.uk | Неприбуткові, неурядові організації                                   |
| .sch.uk | Публічні та приватні школи                                            |